# 루차노 가우치
루차노 가우치(Luciano Gaucci, 1939년 12월 28일 ~ 2020년 2월 1일)은 이탈리아의 기업가이며, 운동 선수이다. 그는 다음과 같이 몇몇 이탈리아 스포츠 클럽의 소유주였다.
- 페루자 칼초, 이탈리아 움브리아 주 페루자의 축구 클럽
- 비테르베세, 이탈리아 라치오주 비테르보의 축구 클럽
- SS 삼베네데테세, 이탈리아 마르케주 트론토 산베네데토의 축구 클럽
- 칼초 카타니아, 이탈리아 시칠리아 카타니아의 축구 클럽

또한 1980년대에 AS 로마의 부회장이기도 하였다.

## 안정환 사건
2002년 FIFA 월드컵에서 안정환이 이탈리아를 상대로 골을 넣자, 그는 "이탈리아 축구를 망친 사람에게 한 푼도 지급할 수 없다"는 공개적 발표와 함께 안정환과의 계약을 파기하였다.

## 파산 이후
2005년 페루자가 파산한 이후, 이탈리아 당국은 그의 아들 알레산드로, 리카르도와 함께 파산 사기 혐의와 관련하여 그를 조사하였다. 루차노 가우치는 도미니카 공화국 산토도밍고로 탈출하였다.협상을 통하여 파산사기와 세금포탈에 대해서 3년의 징역형을 선고받았고, 가우치는 4년간의 도피생활 끝에 2009년 3월에 이탈리아로 돌아왔다.